# Isternäset
Isternäset är ett naturreservat och natura 2000-område i Kristianstads kommun i Skåne län.
Området är naturskyddat sedan 2001 och är 108 hektar stort. Reservatet är en del av ett större våtmarksområde och består av betad strandäng som breder ut sig mellan Kristianstad och Araslövssjön. 
Reservatet gränsar i norr till Näsby fälts naturreservat och bildar ett stort sammanhängande område med våtmarksmiljöer. Ängarna på Isternäset svämmar regelbundet över och utgör rastplats och häckningsplats för många vadare och änder. Rovfåglar som glada, tornfalk, brun kärrhök och ormvråk häckar i området och använder det som jaktmark.
Isternäset ingår i Kristianstads Vattenrike.
Vandringsleden Linnérundan, som är 7 km lång, går igenom delar av reservatet. Den passerar bland annat Lillö borgruin.